# Discographie de Drake
La discographie du rappeur canadien Drake se compose de six albums studios, sept mixtapes, quatre EP, trois compilations, trente-trois singles et quatre-vingt-quatre clips vidéo.

## Albums

### Albums studio
| Titre                | Détails de l'album                                                                                              | Meilleure position | Meilleure position | Meilleure position | Meilleure position | Meilleure position | Meilleure position | Meilleure position | Meilleure position | Ventes              | Certifications                                                                   |
| Titre                | Détails de l'album                                                                                              | CAN                | AUS                | ALL                | IRL                | NZ                 | SUI                | R-U                | É-U                | Ventes              | Certifications                                                                   |
| -------------------- | --- | ------------------ | ------------------ | ------------------ | ------------------ | ------------------ | ------------------ | ------------------ | ------------------ | ------------------- | -------------------------------------------------------------------------------- |
| Thank Me Later       | - Sortie : 15 juin 2010 - Label : Young Money, Cash Money, Universal Motown - Formats : CD, LP, téléchargement  | 1                  | 81                 | 34                 | 32                 | 35                 | 69                 | 15                 | 1                  | - US : 1.800.000    | - BPI : Or - MC : 2 × Platine - RIAA : Platine                                   |
| Take Care            | - Sortie : 15 novembre 2011 - Label : Young Money, Cash Money, Universal - Formats : CD, téléchargement         | 1                  | 15                 | 42                 | 30                 | 19                 | 45                 | 5                  | 1                  | - US : 4.000.000    | - BPI : 2 × Platine - MC : 4 × Platine - RIAA : 6 × Platine                      |
| Nothing Was the Same | - Sortie : 20 septembre 2013 - Label : Young Money, Cash Money, Universal Motown - Formats : CD, téléchargement | 1                  | 2                  | 14                 | 4                  | 4                  | 11                 | 2                  | 1                  | - US : 4.000.000    | - BPI : Platine - MC : 3 × Platine - RIAA : 4 × Platine                          |
| Views                | - Sortie : 29 avril 2016 - Label : OVO Sound, Young Money, Republic - Formats : CD, téléchargement              | 1                  | 1                  | 11                 | 2                  | 1                  | 4                  | 1                  | 1                  | - US : 5.700.000    | - BPI : 2 × Platine - MC : 6 × Platine - RIAA : 6 × Platine - SNEP : 2 × Platine |
| Scorpion             | - Sortie : 29 juin 2018 - Labels : OVO Sound, Young Money, Republic - Formats : CD, téléchargement              | -                  | -                  | -                  | -                  | -                  | -                  | -                  | -                  | - Monde : 4.400.000 | - BPI : Platine - MC : 2 × Platine - RIAA : 5 × Platine - SNEP : 2 × Platine     |
| Certified Lover Boy  | - Sortie : 3 septembre 2021 - Labels : OVO Sound, Republic - Formats : téléchargement                           | -                  | -                  | -                  | -                  | -                  | -                  | -                  | -                  |                     | - BPI : Or - RIAA : 2 × Platine - SNEP : Or                                      |
| Honestly, Nevermind  | - Sortie : 17 juin 2022 - Labels : OVO Sound, Republic - Formats : CD, téléchargement                           | -                  | -                  | -                  | -                  | -                  | -                  | -                  | -                  |                     | - BPI : Or - RIAA : 2 × Platine - SNEP : Or                                      |
| For All The Dogs     | - Sortie : 6 octobre 2023 - Labels : OVO Sound, Republic - Formats : téléchargement                             | -                  | -                  | -                  | -                  | -                  | -                  | -                  | -                  |                     | - BPI : Or - RIAA : 2 × Platine - SNEP : Or                                      |

### Albums collaboratif
| Titre                                    | Détails de l'album                                                                                              | Meilleure position | Meilleure position | Certifications        |
| Titre                                    | Détails de l'album                                                                                              | CAN                | É-U                | Certifications        |
| ---------------------------------------- | --- | ------------------ | ------------------ | --------------------- |
| Her Loss (avec 21 Savage)                | - Sortie : 15 septembre 2009 - Label : Young Money, Cash Money, Universal Motown - Formats : CD, téléchargement | 15                 | 6                  | - MC : Or - RIAA : Or |
| $ome $exy $ongs 4 U (avec PARTYNEXTDOOR) | - Sortie : 14 février 2025 - Label : OVO Sound, Young Money, Republic - Formats : téléchargement                | -                  | -                  |                       |

### Extended plays
| Titre                      | Détails de l'album                                                                                              | Meilleure position | Meilleure position | Certifications        |
| Titre                      | Détails de l'album                                                                                              | CAN                | É-U                | Certifications        |
| -------------------------- | --- | ------------------ | ------------------ | --------------------- |
| So Far Gone                | - Sortie : 15 septembre 2009 - Label : Young Money, Cash Money, Universal Motown - Formats : CD, téléchargement | 15                 | 6                  | - MC : Or - RIAA : Or |
| Scary Hours                | - Sortie : 19 janvier 2018 - Label : OVO Sound, Young Money, Republic - Formats : téléchargement                | -                  | -                  |                       |
| The Best In The World Pack | - Sortie : 15 juin 2019 - Label : Frozen Moments, Republic Records, OVO - Formats : téléchargement              | -                  | -                  |                       |
| Scary Hours 2              | - Sortie : 5 mars 2021 - Label : Frozen Moments, Republic Records, OVO - Formats : téléchargement               | -                  | -                  |                       |
| Scary Hours 3              | - Sortie : 17 novembre 2023 - Label : Frozen Moments, Republic Records, OVO - Formats : téléchargement          | -                  | -                  |                       |
| 100 Gigs                   | - Sortie : 10 août 2024 - Label : Frozen Moments, Republic Records, OVO - Formats : téléchargement              | -                  | -                  |                       |

### Compilations
| Titre        | Détails de l'album                                              | Meilleure position | Meilleure position | Certifications |
| Titre        | Détails de l'album                                              | CAN                | É-U                | Certifications |
| ------------ | --------------------------------------------------------------- | ------------------ | ------------------ | -------------- |
| Care Package | - Sortie : 2 août 2019 - Label : OVO - Formats : téléchargement | -                  | -                  |                |

### Mixtapes
| Titre                                 | Détails de l'album                                                                                            | Meilleure position | Meilleure position | Certifications                                     |
| Titre                                 | Détails de l'album                                                                                            | CAN                | É-U                | Certifications                                     |
| ------------------------------------- | --- | ------------------ | ------------------ | -------------------------------------------------- |
| Room For Improvement                  | - Sortie : 14 février 2006 - Label : All Things Fresh - Formats : Téléchargement                              |                    |                    |                                                    |
| Comeback Season                       | - Sortie : 1 septembre 2007 - Label : OVO Sound - Formats : Téléchargement                                    |                    |                    |                                                    |
| So Far Gone                           | - Sortie : 13 février 2009 - Label : Young Money, Cash Money, Universal Motown - Formats : CD, téléchargement | —                  | —                  |                                                    |
| If You're Reading This It's Too Late  | - Sortie : 13 février 2015 - Label : OVO Sound, Young Money, Republic - Formats : CD, téléchargement          | 1                  | 1                  | - BPI : Or - MC : 2 × Platine - RIAA : 2 × Platine |
| What a Time to Be Alive (avec Future) | - Sortie : 20 septembre 2015 - Label : OVO Sound, Young Money, Republic - Formats : Téléchargement            | 1                  | 1                  | - BPI : Or - MC : Platine - RIAA : Platine         |
| More Life                             | - Sortie : 18 mars 2017 - Label : OVO Sound, Young Money, Republic - Formats : Téléchargement                 | 1                  | 1                  | - BPI : Platine - MC : 2 × Platine - SNEP : Or     |
| Dark Lane Demo Tapes                  | - Sortie : 1 mai 2020 - Label : OVO Sound - Formats : Téléchargement                                          | —                  | —                  | - BPI : Or                                         |

## Chansons

### Singles
| Titre                                                           | Année | Meilleure position | Meilleure position | Meilleure position | Meilleure position | Meilleure position | Meilleure position | Meilleure position | Meilleure position | Meilleure position | Meilleure position | Certifications                                                  | Album                   |
| Titre                                                           | Année | CAN                | AUS                | GER                | IRL                | NZ                 | SUI                | R-U                | É-U                | É-U RnB            | É-U Rap            | Certifications                                                  | Album                   |
| --------------------------------------------------------------- | ----- | ------------------ | ------------------ | ------------------ | ------------------ | ------------------ | ------------------ | ------------------ | ------------------ | ------------------ | ------------------ | --------------------------------------------------------------- | ----------------------- |
| Best I Ever Had                                                 | 2009  | 24                 | —                  | —                  | —                  | —                  | —                  | 123                | 2                  | 1                  | 1                  | - É-U : Platine                                                 | So Far Gone             |
| Successful (featuring Trey Songz et Lil Wayne)                  | 2009  | —                  | —                  | —                  | —                  | —                  | —                  | —                  | 17                 | 3                  | 2                  | - É-U : Or                                                      | So Far Gone             |
| Forever (featuring Kanye West, Lil Wayne et Eminem)             | 2009  | 26                 | 99                 | —                  | 41                 | —                  | 68                 | 42                 | 8                  | 2                  | 1                  |                                                                 | More Than a Game        |
| Over                                                            | 2010  | 17                 | —                  | —                  | —                  | —                  | —                  | 50                 | 14                 | 2                  | 1                  | - É-U : Or                                                      | Thank Me Later          |
| Find Your Love                                                  | 2010  | 10                 | —                  | 65                 | —                  | —                  | —                  | 24                 | 5                  | 3                  | —                  | - É-U : Platine                                                 | Thank Me Later          |
| Miss Me (featuring Lil Wayne)                                   | 2010  | 73                 | —                  | —                  | —                  | —                  | —                  | 162                | 15                 | 3                  | 2                  | - É-U : Or                                                      | Thank Me Later          |
| Fancy (featuring T.I. et Swizz Beatz)                           | 2010  | 54                 | —                  | —                  | —                  | —                  | —                  | —                  | 25                 | 4                  | 1                  |                                                                 | Thank Me Later          |
| Headlines                                                       | 2011  | 18                 | —                  | —                  | —                  | —                  | —                  | 57                 | 13                 | 2                  | 1                  | - CAN : Platine - É-U : Platine                                 | Take Care               |
| Make Me Proud (featuring Nicki Minaj)                           | 2011  | 25                 | 95                 | —                  | —                  | —                  | —                  | 49                 | 9                  | 1                  | 1                  | - É-U : Platine                                                 | Take Care               |
| The Motto (featuring Lil Wayne)                                 | 2011  | 38                 | —                  | —                  | —                  | —                  | —                  | 80                 | 14                 | 1                  | 1                  | - É-U : Platine                                                 | Take Care               |
| Take Care (featuring Rihanna)                                   | 2012  | 15                 | 9                  | —                  | 18                 | 6                  | 50                 | 9                  | 7                  | 26                 | 2                  | - CAN : Platine - ARIA : 2 * platine - É-U : Platine - N-Z : Or | Take Care               |
| HYFR (Hell Ya Fucking Right) (featuring Lil Wayne)              | 2012  | —                  | —                  | —                  | —                  | —                  | —                  | —                  | 62                 | 20                 | 17                 | - É-U : Or                                                      | Take Care               |
| Started from the Bottom                                         | 2013  | 36                 | 93                 | —                  | —                  | —                  | —                  | 25                 | 6                  | 2                  | 2                  | - É-U : Platine                                                 | Nothing Was the Same    |
| Hold On, We're Going Home (featuring Majid Jordan)              | 2013  | 6                  | 8                  | 68                 | 14                 | 9                  | 55                 | 4                  | 4                  | 1                  | —                  | - É-U : Or                                                      | Nothing Was the Same    |
| All Me (featuring 2 Chainz & Big Sean)                          | 2013  | 72                 | —                  | —                  | —                  | —                  | —                  | —                  | 20                 | 6                  | 4                  |                                                                 | Nothing Was the Same    |
| Hotline Bling                                                   | 2015  | 3                  | 2                  | 18                 | 8                  | 14                 | 13                 | 3                  | 2                  | 1                  | 1                  |                                                                 | Views                   |
| Jumpman (featuring Future)                                      | 2015  | 44                 | 47                 | —                  | 77                 | —                  | 75                 | 58                 | 12                 | 3                  | 2                  | - É-U : Platine                                                 | What a Time to Be Alive |
| One Dance (featuring Wizkid & Kyla)                             | 2016  | 1                  | 1                  | 1                  | 1                  | 1                  | 1                  | 1                  | 1                  | 1                  | —                  | - É-U : 8x Platine                                              | Views                   |
| God's Plan                                                      | 2018  | 1                  | 1                  | 1                  | 1                  | 1                  | 2                  | 1                  | 1                  | 1                  | 1                  |                                                                 | Scary Hours             |
| Diplomatic Immunity                                             | 2018  | 6                  | 54                 | —                  | 38                 | —                  | 42                 | 21                 | 7                  | 4                  | 3                  |                                                                 | Scary Hours             |
| Nice for What                                                   | 2018  | 1                  | 1                  | 9                  | 2                  | 1                  | 7                  | 1                  | 1                  | 1                  | 1                  |                                                                 | Scorpion                |
| I'm Upset                                                       | 2018  | 5                  | 17                 | 79                 | 54                 | 13                 | 91                 | 37                 | 7                  | 6                  | 6                  |                                                                 | Scorpion                |
| Don't Matter to Me (featuring Michael Jackson)                  | 2018  | 4                  | 3                  | 16                 | 3                  | 6                  | 5                  | 2                  | 9                  | 8                  | —                  |                                                                 | Scorpion                |
| In My Feelings                                                  | 2018  | 1                  | 1                  | 4                  | 2                  | 1                  | 2                  | 1                  | 1                  | 1                  | 1                  |                                                                 | Scorpion                |
| Nonstop                                                         | 2018  | 1                  | 5                  | 28                 | 5                  | 8                  | 10                 | 4                  | 2                  | 2                  | 2                  |                                                                 | Scorpion                |
| Mob Ties                                                        | 2019  | 11                 | 28                 | 82                 | 92                 | —                  | —                  | —                  | 13                 | 12                 | 10                 |                                                                 | Scorpion                |
| « — » indique que la chanson n'est pas classée dans de ce pays. |       |                    |                    |                    |                    |                    |                    |                    |                    |                    |                    |                                                                 |                         |

### Singles en collaboration
2010
- Fall for your type : Jamie Foxx avec Drake

- What's My Name ? : Rihanna avec Drake
- With You : Lil Wayne avec Drake
- Moment 4 Life : Nicki Minaj avec Drake
- Aston Martin Music : Rick Ross avec Chrisette Michele & Drake

2011
- She Will : Lil Wayne avec Drake

2012
- The Zone : The Weeknd avec Drake
- So Good : Shanell avec Lil Wayne & Drake
- Take Care : Rihanna avec Drake
- HYFR : Lil Wayne avec Drake
- Amen : Meek Mill avec Drake
- No Lie : 2 Chainz avec Drake
- Stay Schemin : Rick Ross avec French Montana & Drake
- Pop That : French Montana avec Lil Wayne, Rick Ross & Drake
- Enough Said : Aaliyah avec Drake
- We in This 1.5 : DJ Drama, Future avec Drake
- Diced Pineapples : Rick Ross, Wale avec Drake
- Right Here : Justin Bieber avec Drake
- Still Got It : Tyga avec Drake

2013
- Fuckin' Problems : A$AP Rocky feat. Drake, 2 Chainz & Kendrick Lamar
- Love Me : Lil Wayne avec Drake & Future
- 5AM in Toronto :
- No New Friends : DJ Khaled, Lil Wayne, Rick Ross avec Drake
- Versace : Migos avec Drake
- Versace (Remix) : Migos avec Meek Mill, Tyga & Drake
- Over Here : PARTYNEXTDOOR avec Drake
- Live For : The Weeknd avec Drake

2014
- Odio : Romeo Santos avec. Drake
- Tuesday : ILoveMakonnen avec Drake
- DnF : P Reign avec Drake & Future

2015
- Come My Way : Fetty Wap avec Drake
- Blessings : Big Sean avec Drake
- R.I.C.O : Meek Mill avec Drake
- 100 : The Game avec Drake
- Where Ya At : Future avec Drake

2016
- Work : Rihanna avec Drake
- No Shopping : French Montana avec Drake
- Come And See Me : PARTYNEXTDOOR avec Drake
- Why You Always Hatin ? : YG avec Drake & Kamaiyah
- For Free : DJ Khaled avec Drake
- Back On Road : Gucci Mane avec Drake
- Wanna Know (Remix): Dave avec Drake
- Both : Gucci Mane avec Drake
- Used To This : Future avec Drake

2017
- No Complain : Metro Boomin avec Drake
- Come Closer : Wizkid avec Drake, Offset
- Big Amount : 2 Chainz avec Drake

2018
- Look Alive : BlocBoy JB avec Drake
- Bring It Back : Trouble avec Drake
- Lemon (Remix) : NERD avec Drake, Rihanna
- Yes Indeed : Lil Baby avec Drake
- Mia : Bad Bunny avec Drake

2021
- Talk to Me : Drakeo the Ruler avec Drake
- Wasting Time : Brent Faiyaz avec Drake
- Over the Top : Smiley avec Drake